# Filip Fridrich Breuner
Filip Fridrich hrabě Breuner (6. listopadu 1597 – 22. května 1669 Vídeň) byl olomouckým kanovníkem, světícím biskupem a později i biskupem vídeňským.

## Životopis
Po humanitních studiích ve Vídni a přijetí nižších svěcení roku 1615 studoval v letech 1617–1621 na Germanicu. Zde mu kardinál Dietrichštejn udělil olomoucký kanonikát. Roku 1621 přijal v Římě jáhenské svěcení a byl Řehořem XV. jmenován papežským komořím. Byl povolán svým otcem domů a imatrikuloval se na zpáteční cestě v Perugii a v Padově. Na kněze byl vysvěcen 8. prosince 1621 v Mikulově a přijat do olomoucké kapituly jako rezidenční kanovník. Po studijní cestě se stal arcijáhnem olomouckým, roku 1623 dostal kanonikát v Řezně. V roce 1625 byl spoluadministrátorem diecéze vratislavské, 1627 tamtéž kanovníkem. Roku 1629 se stal proboštem brněnským a v letech 1629–1639 administrátorem olomoucké diecéze. V tajné konzistoři 9. září 1630 byl jmenován titulárním biskupem joppenským a sufragánem kardinála Dietrichštejna, byl v téže době i kandidátem pro zamýšlené biskupství plzeňské. Roku 1631 byl povýšen do stavu říšských hrabat. Biskupské svěcení přijal až 5. září 1635. Byl ctitelem olomoucké světice Pavlíny, jejíž relikviář nechal zhotovit.
Císař Ferdinand III. jej roku 1639 jmenoval biskupem vídeňským. Zemřel 22. května 1669 ve Vídni a je pochován ve svatoštěpánském dómu.